# Comuna Chevereșu Mare, Timiș
Chevereșu Mare (germană Grosskeweresch, maghiară Nagykövéres) este o comună în județul Timiș, Banat, România, formată din satele Chevereșu Mare (reședința), Dragșina și Vucova.

## Geografie
Localitatea Chevereșu Mare este situată în partea central - sudică a județului Timiș, în locul unde se întâlnesc trei câmpii: câmpia colinară a Gătăii, prin câmpul Vucovei, golful Lugojului și câmpia joasă a Timișului. 

### Vecini
Satul Chevereșu Mare se învecinează cu:
- est: Sârbova, Bacova
- sud: Vucova
- vest: Otvești, Sacoșu Turcesc, Dragșina
- nord: Bazoș,

iar comuna Chevereșu Mare cu:
- est: comuna Racovița (prin satul Sârbova) și orașul Buziaș (prin satul Bacova)
- sud: comuna Nițchidorf (prin satele Nițchidorf și Blajova)
- vest: comunele Sacoșu Turcesc, (prin satele Otvești, Sacoșu Turcesc, Uliuc) și Moșnița Nouă (prin satul Albina)
- nord: comuna Remetea Mare (prin satul Bucovăț) și orașul Recaș (prin satul Bazoș)

### Mediu

#### Pădurea Chevereș
În nord, de-a lungul Timișului, se întinde, pe vreo zece kilometri, pădurea Chevereș. Aceasta a fost unul dintre locurile de vânătoare favorite ale lui Nicolae Ceaușescu. În colecția rămasă în urma sa, numeroase trofee de mistreț provin de acolo.

Arborii din familia stejarului sunt predominanți în pădure. Dar pădurea Chevereș este, în cea mai mare parte a sa, pădure cultivată.

#### Făgimacul

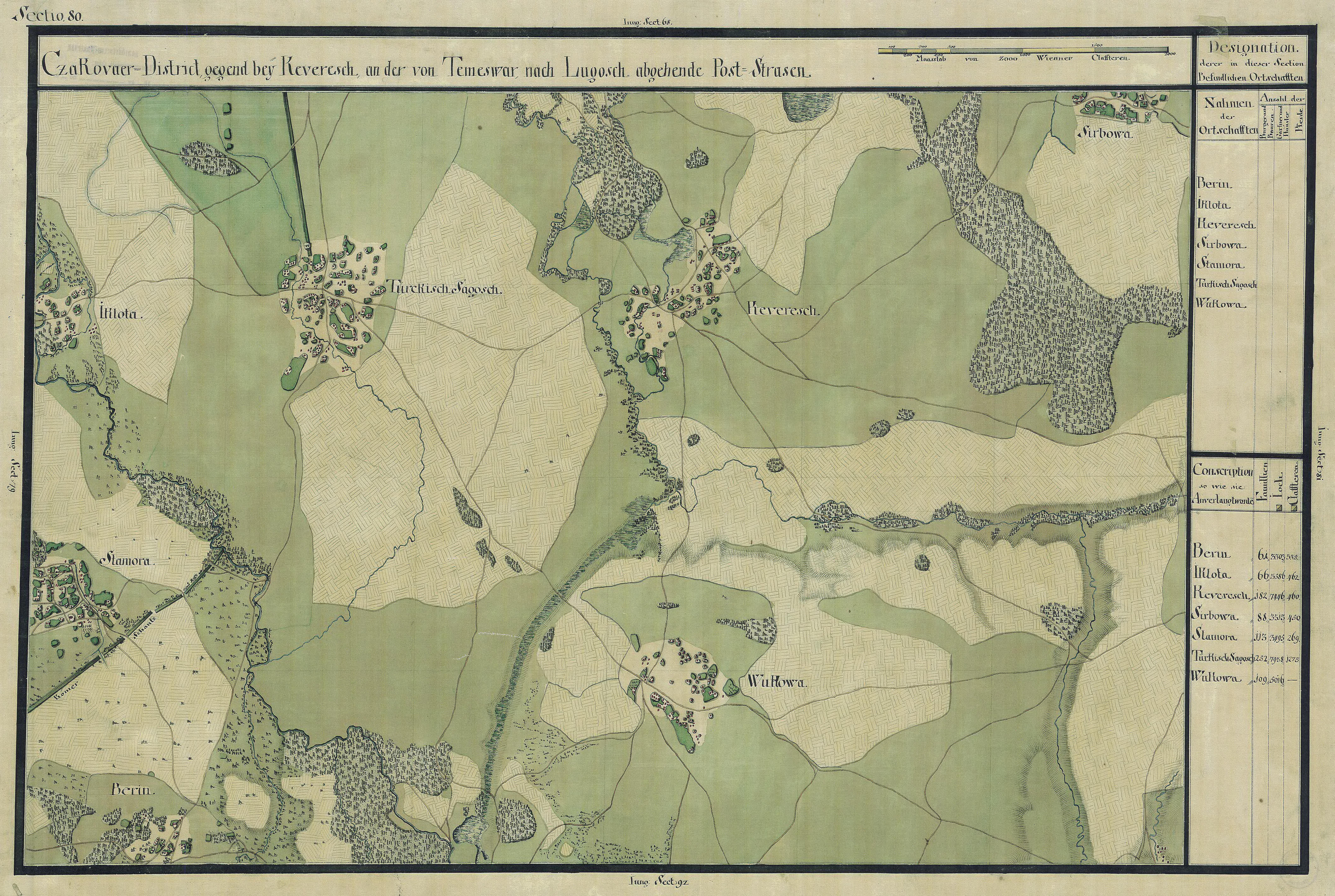
Chevereșu Mare în Harta Iosefină a Banatului, 1769-72

În sud, aproape de Vucova, o altă pădurice, Făgimacul, cu statut de fâneață împădurita, a fost masacrata în anii de după 1989. Astazi doar o întindere de tufișuri, presărată de puținii arbori rămași în picioare, amintește de ceea ce a fost.

Defrișarea Făgimacului este din plin resimțită în zilele noastre. A dispărut factorul care echilibra acțiunea pădurii Chevereș asupra norilor aducători ai ploilor de vară.

#### Arbori
Arborele nativ în Chevereș este frasinul. Alături de acesta proliferează un arbore de import, salcâmul.
Dintre pomii fructiferi cel mai răspândit este, acum ca și în urmă cu 250 de ani, prunul.

#### Ape
Râul Timiș constituie frontiera de nord a comunei.

Satul Chevereșu Mare este străbătut de râulețul canalizat numit de localnici Șorcan, iar oficial Șurgani. Acesta izvorăște la nord - vest de Buziaș, în pădurea Dumbrava, vărsându-se în râul Timiș, pe partea stângă, puțin în amonte de plaja de la Albina.

Un braț secat al Șorcanului, Vâna, străbate cartierul Corneanț.

Pe vremuri Cheveresu Mare avea și un lac, Hergheșceul, secat în urma lucrărilor de îmbunătățiri funciare din 1969-1970.

## Istorie

Primăria comunei Chevereșu Mare

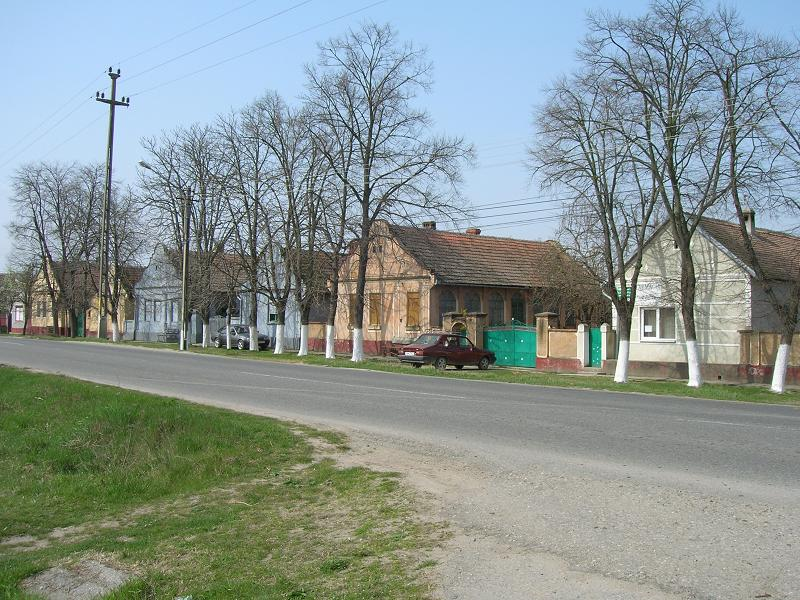
Fațade baroce la Chevereșu Mare

### Atestare documentară
Deși majoritatea referințelor consideră prima atestare documentară a satului în anul 1717, surse mai noi împing această dată până în secolul al XIV-lea.  Alte atestări documentare mai vechi decât anul 1717 sunt din secolul al XVI-lea  și din secolul al XVII-lea. 

### Unificarea cătunelor
Tradiția locală vorbește despre trei cătune care s-au unit, cândva pe vremea Mariei Tereza, pe vatra actuală a așezării: Corneanț (nucleul viitoarei așezări), Bocea (cel mai mare) și Drila. Corneanțul era așezat acolo unde astăzi se găsește cartierul cu același nume, în sudul satului. Bocea era mai în nord, la liziera pădurii, între Dragșina și Sârbova. Pe vechile hărți austriece din secolul al XVIII-lea, începând cu harta lui Mercy, satul Potchia mai era reprezentat până pe la 1750. Pe harta ilustrând monografia lui Griselini despre Banat, Bocea nu mai apare. Astăzi Bocea este cartierul care ocupă partea de nord a așezării. Cartierul contemporan Regat, situat la nord - vest, s-a numit, până în perioada interbelică, Drila. Astăzi doar puțini locuitori în vârstă își mai amintesc acest nume.

## Stema
Stema oficială a comunei Chevereșu Mare a fost adoptată de Guvern prin Hotărârea nr. 498/2013. 
Aceasta se compune dintr-un scut triunghiular cu marginile rotunjite, tăiat de un brâu undat de argint. În partea superioară, în câmp roșu, se află un mistreț de aur, în alergare. În vârful scutului, în câmp albastru, se află două crengi de stejar în săritoare, fiecare având câte 4 ghinde, toate de aur. Scutul este timbrat de o coroană murală de argint cu un turn crenelat.
Semnificațiile elementelor însumate
Mistrețul și crengile de stejar reprezintă bogăția cinegetică și silvică a zonei. 
Brâul undat reprezintă râul Timiș, care străbate localitatea. 
Coroana murală cu un turn crenelat semnifică faptul că localitatea are rangul de comună.

## Populație
Componența etnică a comunei Chevereșu Mare
     Români (62,22%)
     Romi (15,32%)
     Maghiari (6,59%)
     Slovaci (3,42%)
     Alte etnii (0,8%)
     Necunoscută (11,65%)
Componența confesională a comunei Chevereșu Mare
     Ortodocși (67,45%)
     Romano-catolici (8,91%)
     Penticostali (6,12%)
     Evanghelici luterani (1,35%)
     Alte religii (2,41%)
     Necunoscută (13,76%)
Conform recensământului efectuat în 2021, populația comunei Chevereșu Mare se ridică la 2.369 de locuitori, în creștere față de recensământul anterior din 2011, când fuseseră înregistrați 2.272 de locuitori. Majoritatea locuitorilor sunt români (62,22%), cu minorități de romi (15,32%), maghiari (6,59%) și slovaci (3,42%), iar pentru 11,65% nu se cunoaște apartenența etnică. Din punct de vedere confesional, majoritatea locuitorilor sunt ortodocși (67,45%), cu minorități de romano-catolici (8,91%), penticostali (6,12%) și evanghelici luterani (1,35%), iar pentru 13,76% nu se cunoaște apartenența confesională.
Populația băștinașă a Chevereșului are trei componente: localnici bănățeni, olteni imigrați la începutul secolului al XVIII-lea și moți exilați de autorități în 1785, după răscoala lui Horea. Fiind Chevereșu Mare reședință de cerc, aici au fost aduși în același secol și germani, în special funcționari. Cateva zeci de evrei s-au numărat printre locuitorii satului în secolele al XVIII-lea și al XIX-lea. Peste 100 de maghiari au fost colonizați de guvernul de la Budapesta la sfârșitul secolului al XIX-lea și la începutul secolului al XX-lea. O șatră de țigani s-a sedentarizat din vechime pe vatra localității.
În ultimul secol populația evreiască, apoi și cea germană, au dispărut. S-a redus foarte mult componenta etnică maghiara. Un număr însemnat de familii din alte zone ale țării, în special din Moldova și Ardeal s-au așezat aici. A apărut și o componentă de origine etnică ucraineană.

## Economie
Ca și în urmă cu unul sau două secole, ocupațiile de bază ale localnicilor rămân creșterea animalelor, cultivarea cerealelor și prelucrarea lemnului. Chevereșu Mare dispune de cele mai întinse pășuni între localitățile din zonă. Moștenite din vremea Pașalâcului Timișoara, creșterea ovinelor și cultivarea cucurudzului (porumbului) sunt sectoarele agricole cu cea mai mare pondere.
Doi întreprinzători au deschis în sat ateliere pentru prelucrarea lemnului, reluând o tradiție multiseculară. În ultimii ani tinde să se dezvolte activitatea de prelucrare a nuielelor de amorfă (amorfa fruticosa). O societate de transporturi internaționale de marfă, o stație de benzină, un atelier care produce tălpi din poliuretan pentru încălțăminte, o brutărie, o jumătate de duzină de magazine și baruri, precum și încă câțiva mici întreprinzători completează profilul economic al așezării.

## Politică
Comuna Chevereșu Mare este administrată de un primar și un consiliu local compus din 11 consilieri. Primarul, Marcel Muia[*], de la Partidul Social Democrat, este în funcție din 2000. Începând cu alegerile locale din 2024, consiliul local are următoarea componență pe partide politice:
|  | Partid                          | Consilieri | Componența Consiliului | Componența Consiliului | Componența Consiliului | Componența Consiliului | Componența Consiliului | Componența Consiliului | Componența Consiliului | Componența Consiliului |
|  | ------------------------------- | ---------- | ---------------------- | ---------------------- | ---------------------- | ---------------------- | ---------------------- | ---------------------- | ---------------------- | ---------------------- |
|  | Partidul Social Democrat        | 8          |                        |                        |                        |                        |                        |                        |                        |                        |
|  | Alianța pentru Unirea Românilor | 2          |                        |                        |                        |                        |                        |                        |                        |                        |
|  | Partidul Național Liberal       | 1          |                        |                        |                        |                        |                        |                        |                        |                        |

Primarul comunei, Marcel Muia, face parte din PSD iar viceprimarul Gheorghe Husariu din PNL. Consiliul Local este constituit din 11 consilieri, împărțiți astfel:
|  | Partidul Social Democrat | 11 |  |  |  |  |  |
|  |                          |    |  |  |  |  |  |

## Religie și învățământ

#### Biserici
Marea majoritate a locuitorilor din Chevereșu Mare sunt creștin - ortodocși. Biserica ortodoxă, ridicată în anul 1801 în cartierul Bocea, are hramul Înălțarea Domnului. Aceasta înlocuiește o mai veche biserică din nuiele care se afla în cartierul Corneanț, împreună cu vechiul cimitir, pe locul viran numit astăzi Plațu Bicii.

Bisericuța romano-catolică, aflată pe Drumu Mare, ulița principală, are hramul Sfântul Ștefan al Ungariei și este filie a parohiei din Bacova.

Dintre credincioșii neoprotestanți, stabiliți în localitate în ultimele decenii, doar baptiștii au lăcaș de cult.

#### Școli
În centrul de comună funcționează o școală cu opt clase, cu limba de predare română. Tot aici este și o grădiniță de copii. În celelalte sate componente sunt doar școli cu patru clase.

Învățământul confesional în limba română este atestat în localitate din secolul al XVIII-lea.

## Monumentul eroilor
Monumentul este amplasat în fața bisericii ortodoxe. Este de forma unui obelisc din granit cu patru laturi, latura principală fiind îndreptată spre vest. În vârful obeliscului este așezat un vultur din bronz purtând în gheare o sabie din oțel frântă. La bază, în cele patru colțuri ale soclului, străjuiesc patru țevi de tun.

Pe fața principală a obeliscului este înscrisă inscripția:

Pietatea celor vii / În memoria celor căzuți / în războiul pentru întregirea / neamului românesc / 1914 – 1918

Urmează, în ordine alfabetică și fără deosebire de etnie sau religie, lista chevereșenilor căzuți în luptă în primul război mondial. Lista continuă pe fața sudică și se încheie pe fața nordică a monumentului. Literele inscripției sunt săpate în piatră și sunt aurite. La sfârșitul părții sudice a listei, din nou în ordine alfabetică și fără deosebire de etnie sau religie, au fost adăugate ulterior și numele eroilor căzuți în cel de-al doilea război mondial.

Monumentul se înscrie în categoria monumentelor similare ridicate în aproape fiecare sat din Banat, fie acesta românesc, șvăbesc, unguresc, sârbesc sau cu populație amestecată, fiind unul dintre cele mai mari și mai elaborate.

## Cultură
Localitatea dispune de un cămin cultural și de o bibliotecă publică. Este, de asemenea, racordată la o rețea de televiziune prin cablu.

În urmă cu mai multe decenii la Chevereș activau, urmând exemplul celebru al sătenilor de la Chizătău, care au făcut școală în Banat, un cor și o fanfară. Exista și un grup de călușari. Mai încoace funcționa și un cinematograf.

## Sport și turism

#### Sport
În localitate s-a construit în ultimii ani, din fonduri guvernamentale, o sală de sport. Amatorii de fotbal dispun de un teren, la marginea satului, pe izlazul numit Boba.

Jocurile sportive tradiționale, care astăzi nu se mai practică, erau fuga (asemănătore jocului de oină) și țoagrele. Pentru amândouă jocurile se foloseau bâte și mingi din cârpe, de mărimea unui pumn. Mingea era numită loptă. Fuga, mai dinamică, era jucată în special de copii, în timp ce țoagrele, mai statice, erau jucate mai ales de tineri, băieți și fete.

Copii practicau și alergarea cu cercul.

Până prin anii '60 la Chevereșu Mare exista și o popicărie, mai întâi pe locul unde astăzi se înalță sala de sport, mutată apoi în curtea căminului cultural. Jocul de popice era numit de localnici kugle.

Periodic se organizează, pe cele două fonduri cinegetice din localitate, partide de vânătoare sportivă. Pescuitul sportiv se mai practică, ocazional, pe Șorcan.

#### Turism în zonă
- La 7 kilometri din centrul localității, spre nord, între pădurea Chevereș și râul Timiș se găsește noul centru de agrement pentru copii și tineret.
- La 10 kilometri spre est, pe DJ 592, se găsește stațiunea balneară Buziaș
- La 8 kilometri spre vest, pe DJ 592, se găsește plaja Albina

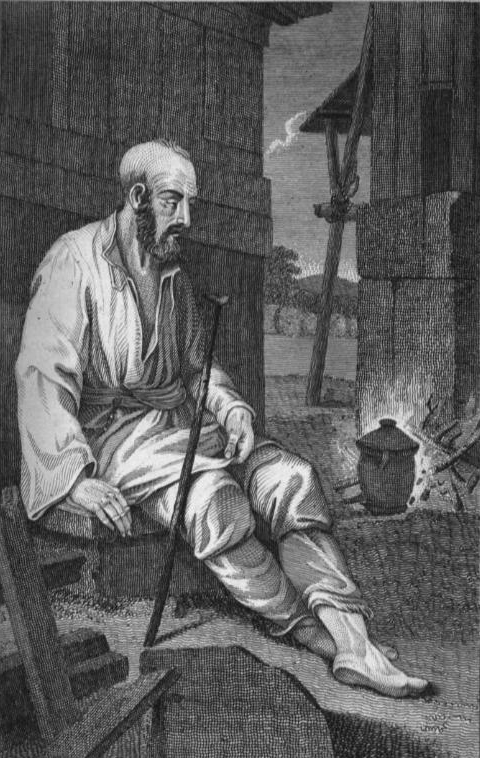
Petru Czartan, considerat în epocă Mathusalemul Banatului (gravură inspirată de un tablou din 1724)

## Personalități locale
- Petru Țărtan (Czartan, Țăran, Zortan, Ciortan) [14] - mathusalemul Banatului
- Pătruț Vancea - haiduc din secolul al XVIII-lea, funcționar imperial la cercul Chevereș, fiul celebrului căpitan de lotri Petru Vancea;
- Franz Kräuter (1885 - 1969), deputat în perioada interbelică.
- Pavel Blidaru (a lu' Ioca, 1896 - 1953) - deputat în timpul guvernării Iorga, scriitor țăran, publicist, membru marcant al Frontului Plugarilor;
- Terezia Ocsko (1917 - 1940), activistă comunistă.